# Хроника Великой Отечественной войны (октябрь 1944 года)

## 1 октября1944 года. 1198-й день войны
Прибалтийская операция (1944). С 1 октября Ставка Верховного Главнокомандования возложила руководство операциями 3-го и 2-го Прибалтийских фронтов на Маршала Советского Союза Л. А. Говорова. В планы командующих фронтами были внесены необходимые изменения и начата подготовка к прорыву обороны противника на рубеже «Сигулда» усилиями обоих фронтов (см. карту — Прибалтийская наступательная операция (426КБ)).
Восточно-Карпатская операция. С утра 1 октября 101-й стрелковый корпус 38-й армии 1-го Украинского фронта продолжил наступление, стремясь перерезать шоссейную дорогу Змигруд Новы — Цеханя. Основные бои развернулись в районе Полян, где на подступах к шоссейной дороге у противника был сильный опорный пункт. В 17 час. после двадцатиминутной артиллерийской подготовки пехота и танки перешли в атаку 127-я стрелковая дивизия завязала бои на северной окраине Полян, а стрелковый полк 70-й гвардейской стрелковой дивизии и 14-я гвардейская танковая бригада, наступая вне дорог по скатам высот, обошли этот опорный пункт с юга и вышли на шоссе южнее его. Противник, атакованный с юга и севера, вынужден был к концу дня оставить населённый пункт.
1 октября части 211-й и 241-й стрелковых дивизий 67-го стрелкового корпуса пересекли польско-чехословацкую границу в районе словацкого населённого пункта Шарбов (5 км северо-западнее Дуклинского перевала) и вступили на территорию Чехословакии (см. карту — Восточно-Карпатская операция (896 КБ)).
Совинформбюро. В течение 1 октября на территории Югославии южнее румынского города ТУРНУ-СЕВЕРИН наши войска с боями продвигались вперёд и овладели населёнными пунктами КУПУЗИШТЕ, МИХАЙЛОВАЦ, ДУШАНОВАЦ, ПРАХОВО, МИЛОШЕВО, ВИДРОВАЦ, МОКРАНЯ, РЕЧКА, ГРАДСКОВО, ВРАЖОГРНАЦ.

## 2 октября1944 года. 1199-й день войны
Варшавское восстание (1944). 2 октября Варшавское восстание было окончательно подавлено. Командующий Армией Крайовой Тадеуш Коморовский подписал акт о капитуляции.
Моонзундская операция (1944). 2 октября началась высадка десанта 109-го стрелкового корпуса на остров Хийумаа. Первые подразделения десанта попали под сильный огонь противника. Под воздействием авиации и огневых средств советских кораблей вражеский огонь был подавлен, и высадившиеся десанты 109-го стрелкового корпуса к исходу 3 октября полностью освободили остров Хийумаа. Остатки немецких войск отошли на остров Сааремаа. Потеряв острова Вормси, Муху и Хийумаа, противник вывел из Моонзунда свои десантные баржи и катера, заминировав при этом пролив Соэла.
Совинформбюро. В течение 2 октября на фронтах ничего существенного не произошло.

## 3 октября1944 года 1200-й день войны
Моонзундская операция (1944). Войска 8-й армии Ленинградского фронта и Балтийского флота освободили остров Хийумаа.
Белградская операция. 3 октября соединения 68-го стрелкового корпуса Н. Н. Шкодуновича 57-й армии 3-го Украинского фронта совместно с частями 23-й дивизии Народно-освободительной армии Югославии (НОАЮ) овладели крупным центром медной и золоторудной промышленности Югославии городом Бором. На левом фланге армии 64-й стрелковый корпус пересёк югославскую границу в районе к востоку от Заечара. (см. карту — Белградская операция (274КБ)).
3 октября. Гитлер отдал приказ об отступлении из Греции, Южной Албании и Южной Македонии.
Совинформбюро. Войска ЛЕНИНГРАДСКОГО фронта в результате умело проведённой десантной операции овладели на Балтийском море островом ХИУМА (ДАГО).
Юго-восточнее города ТУРКА (Дрогобычской области) наши войска, преодолевая сопротивление и инженерные заграждения противника в трудных условиях горно-лесистой местности, с боями заняли населённые пункты КАЛЬНЕ, ХУТАР, ТАРНАВКА…
В Северной Трансильвании наши войска овладели городом и железнодорожной станцией РЕГИН…
Южнее и юго-западнее румынского города ТИМИШОАРА, на северном берегу ДУНАЯ, наши войска перешли румыно-югославскую границу и, сломив сопротивление немецких войск, овладели на территории Югославии городом и железнодорожным узлом ПЕТРОВГРАД (ВЕЛИКИ БЕЧКЕРЕК), городом и железнодорожным узлом ВРАШАЦ, городом БЕЛА ЦРКВА…
Южнее румынского города ТУРНУ-СЕВЕРИН нашими войсками с боями заняты на территории Югославии населённые пункты ТОПОЛНИЦА, КЛОКОЧЕВАЦ, РУДНА…

## 4 октября1944 года. 1201-й день войны
1-й Белорусский фронт. Сероцкая наступательная операция. 4 октября противник, после мощной артиллерийской подготовки, длившейся около часа, нанёс удар по войскам 65-й армии 1-го Белорусского фронта. В первый же день враг местами оттеснил части армии к берегу, и те удержались там лишь потому, что их поддерживала артиллерия с восточного берега, ведя огонь прямой наводкой. На помощь в 65-ю армию были двинуты фронтовые средства усиления, в первую очередь истребительно-противотанковые части и танковые бригады. Во второй половине дня положение на плацдарме стало улучшаться. Натиск противника слабел. Когда на плацдарм переправились наши танковые соединения, немцы были остановлены, а затем отброшены. На третий день боёв смогли подняться в воздух наши самолёты.
Белградская операция. В результате ожесточённых боёв 57-я армия Н. А. Гагена во взаимодействии с частями 14-го армейского корпуса НОАЮ прорвала вражескую оборону, расширила прорыв до 110 км по фронту и к 4 октября продвинулась на 40 км в глубину.
4 октября. В ночь на 4 октября начался ввод в Грецию британских войск. Высадка парашютной и танковой бригад в районе города Патры произошла без помех.
Совинформбюро. В течение 4 октября в Югославии западнее города ВРАШАЦ наши войска овладели городами и железнодорожными станциями АЛИБУНАР, ВЛАДИМИРОВАЦ…
Юго-западнее румынского города ТУРНУ-СЕВЕРИН наши войска с боями продвигались вперёд и овладели на территории Югославии населёнными пунктами ШТУБИК, ЯСЕНИЦА, ТОПЛА… Наши войска соединились с частями Народно-освободительной армии Югославии и совместно с ними вели бои по уничтожению немецких войск в районе западнее НЕГОТИНА.

## 5 октября1944 года. 1202-й день войны
Моонзундская операция (1944). На рассвете 5 октября части трёх дивизий 109-го и 8-го эстонского стрелковых корпусов при артиллерийской поддержке с островов Хиуймаа и Муху успешно высадились на остров Сааремаа и начали развивать наступление в юго-западном направлении.
Мемельская операция. Началась Мемельская наступательная операция войск 1-го Прибалтийского фронта и 3-го Белорусского фронта, продолжавшаяся до 22 октября (см. карту — Мемельская операция (135КБ)).
Наступление войск 1-го Прибалтийского фронта на мемельском направлении началось в 11 часов 30 минут с разведки боем, которой предшествовала мощная 20-минутная артиллерийская и авиационная подготовка. Разведывательные отряды, действовавшие на участках прорыва, уже через час — полтора углубились в оборону противника на 2—4 километра. Создались условия для ввода в бой главных сил. Через два часа на направлении главного удара фронта стрелковые корпуса уже действовали на глубине 5—7 километров. К исходу дня 6-я гвардейская армия И. М. Чистякова, и 43-я армия продвинулись на 14— 17 километров, расширив прорыв до 76 километров по фронту. 2-я гвардейская армия П. Г. Чанчибадзе прорвала оборону врага на 18-километровом фронте и продвинулась на глубину до 7 километров.
Вечером 5 октября с рубежа «Сигулда» на мемельское направление противник стал перебрасывать 5-ю и 7-ю танковые дивизии и некоторые части дивизии «Великая Германия», оборонявшиеся юго-западнее Елгавы.
Совинформбюро. В течение 5 октября на территории Югославии севернее и южнее города ПЕТРОВГРАД наши войска, действуя совместно с частями Народно-освободительной армии Югославии, овладели городом и железнодорожным узлом ПАНЧЕВО…

## 6 октября1944 года. 1203-й день войны
Мемельская операция. 6 октября на стыке 6-й гвардейской и 43-й армий была введена в сражение 5-я гвардейская танковая армия. Одновременно были введены и подвижные группы армий: в полосе 6-й гвардейской армии — 19-й танковый корпус И. Д. Васильева, а в полосе 2-й гвардейской армии — 1-й танковый корпус В. В. Будкова. Дожди и непролазная грязь очень затрудняли наступление. Тем не менее войска 1-го Прибалтийского фронта, преодолевая ожесточённое сопротивление противника, к исходу дня продвинулись на 13—25 километров и завершили прорыв тактической зоны почти на всем участке наступления. Перешедшие в наступление в этот день войска 39-й армии 3-го Белорусского фронта при содействии 1-й воздушной армии прорвали оборону на фронте до 7 километров и за день углубились на 14 километров.
Рижская операция (1944). Командование группы армий «Север» в ночь на 6 октября начало отводить свои войска, действовавшие северо-восточнее Риги. Войска 3-го и 2-го Прибалтийских фронтов с утра 6 октября перешли к преследованию противника и за день продвинулись на 10—14 километров.
Восточно-Карпатская операция. Передовые соединения 67-го стрелкового и 31-го танкового корпусов при участии 1-го Чехословацкого армейского корпуса 6 октября овладели Дукельским перевалом и вступили в пределы Чехословакии. К вечеру 6 октября советские войска, продвинувшиеся на 3—5 километров к югу от перевела, были снова остановлены противником. Чтобы избежать бесплодных фронтальных атак сильно укреплённых участков вражеской обороны южнее Дуклинского перевала и попытаться выйти на важные коммуникации противника, командование армии решило перенести направление главного удара с юго-запада на запад.
Дебреценская операция. Началась Дебреценская наступательная операция войск 2-го Украинского фронта Р. Я. Малиновского, продолжавшаяся до 28 октября (см. карту — Дебреценская операция (47КБ)).
Утром 6 октября после короткой артиллерийской и авиационной подготовки войска 2-го Украинского фронта перешли в наступление. 53-я армия и конно-механизированная группа Плиева в первый же день прорвали оборону противника и, разгромив противостоявшие силы 3-й венгерской армии, к исходу третьего дня продвинулись на глубину 80—100 километров и вышли в район Карцага. 6-я гвардейская танковая армия успеха не имела. Встретив упорное сопротивление врага, она вынуждена была остановиться на южных подступах к городу Орадя.
Белградская операция. Соединения 68-го стрелкового корпуса Н. Н. Шкодуновича 57-й армии 6 октября преодолели Восточно-Сербские горы. На следующий день передовой отряд корпуса вышел в район Ждрело, в Моравскую долину.
Совинформбюро. Войска ЛЕНИНГРАДСКОГО фронта в результате успешно проведённой десантной операции на остров САРЕМА (ЭЗЕЛЬ) сломили сопротивление противника и захватили в восточной части острова плацдарм шириной по фронту в 40 километров и в глубину на 25 километров…
Севернее и северо-западнее румынского города АРАД наши войска перешли румыно-венгерскую границу и, сломив сопротивление немецко-венгерских войск, овладели на территории ВЕНГРИИ городом и крупной железнодорожной станцией ДЬЮЛА, городом и железнодорожным узлом КЕТЕДЬХАЗА, городом и железнодорожным узлом МАКО, городом БАТТОНЯ…
На территории Югославии севернее города ПЕТРОВГРАДА наши войска с боями заняли населённые пункты ВОЙВОДА СТЕПА, РУСКО-СЕЛО, НОВА ЦРНЯ, ТОРДА, КУМАНЕ, НОВИ БЕЧЕЙ.
Юго-западнее румынского города ТУРНУ-СЕВЕРИН наши войска, действуя совместно с частями Народно-освободительной армии Югославии, заняли на югославской территории населённые пункты ПОПОВИЦА, ЦРНАЙКА, ЛУКЕ… Наши войска совместно с частями Народно-освободительной армии Югославии окружили значительные группы немецких войск в районах МИЛАНОВАЦ, КЛОКОЧЕВАЦ, ЗАЕЧАР и вели успешные бои по их уничтожению.

## 7 октября1944 года. 1204-й день войны
Петсамо-Киркенесская операция. Началась Петсамо-Киркенесская наступательная операция 14-й армии Карельского фронта совместно с Северным флотом при поддержке авиации 7-й воздушной армии и Северного флота, продолжавшаяся до 29 октября (см. карту — Наступление советских войск в Заполярье (749КБ)).
В 8.00 началась артиллерийская подготовка, продолжавшаяся 2 часа 35 минут. К 15 часам соединения 131-го стрелкового корпуса 14-й армии прорвали главную полосу обороны, с ходу форсировали реку Титовку и захватили плацдармы на её западном берегу. В полосе 99-го стрелкового корпуса противник, используя мощные укрепления на горе Большой Кариквайвишь и на соседних высотах, 7 октября смог устоять.
Мемельская операция. 7 октября войска 1-го Прибалтийского фронта продолжали преследовать противника. На правом крыле фронта 4-я ударная армия перешла в наступление и к концу дня продвинулась в направлении на Акмене до 5 километров. 6-я гвардейская армия, наступая в северо-западном направлении, преодолела около 42 километров и вышла в район Илакяя. 7 октября на стыке 6-й гвардейской и 43-й армий в районе Телыняя была введена в сражение 51-я армия Я. Г. Крейзера. 29-й танковый корпус К. М. Малахова прорвал с ходу промежуточный рубеж обороны, продвинулся за день на 60 километров и почти на 12 километров оторвался от главных сил 43-й армии. 3-й гвардейский танковый корпус шёл следом в общем направлении на Ретавас. 2-я гвардейская армия завершила прорыв второй полосы вражеской обороны, прошла за день 30 километров и соединились с 39-й армией 3-го Белорусского фронта. Общий фронт прорыва расширился до 130 километров.
Восточно-Карпатская операция. Чехословацкий корпус вёл кровопролитные бои в районе к югу от Дуклинского перевала. Отдельные высоты по нескольку раз переходили из рук в руки. Бригады этого корпуса совместно с 359-й стрелковой дивизией настойчиво пробивались к югу.
Совинформбюро. В течение 7 октября на острове САРЕМА (ЭЗЕЛЬ) наши войска, продолжая наступление, овладели крупным городом и портом острова — КУРЕССАРЕ…
На РИЖСКОМ направлении наши войска вели наступательные бои, в ходе которых овладели городом и крупной железнодорожной станцией СИГУЛДА…
Западнее города ШАУЛЯЙ начались большие бои. Бои идут с перевесом на стороне советских войск. Немцы несут большие потери.
На правом берегу реки НАРЕВ в районе южнее ПУЛТУСКА в течение последних двух дней противник ведёт атаки силами пехоты и большого количества танков. Противник имеет целью ликвидировать наш плацдарм на правом берегу реки НАРЕВ. Все атаки немцев отбиты с большими для них потерями…
На территории Венгрии наши войска, развивая успешное наступление, овладели городами и железнодорожными узлами БЕКЕШЧАБА, ОРОШХАЗА, городами ШАРКАД, БЕКЕШ, МЕЗЕ-БЕРЕНЬ, СЕГХАЛОМ, КЕРЕШ-ЛАДАНЬ, ДЬОМА, ТОТКОМЛОШ…
На территории Югославии наши войска с боем овладели городом и железнодорожным узлом ВЕЛИКА КИКИНДА…

## 8 октября1944 года. 1205-й день войны
Петсамо-Киркенесская операция. С утра 8 октября 131-й стрелковый корпус продолжил бои за расширение захваченного плацдарма. Ровно в полночь 99-й стрелковый корпус атаковал гору Большая Кариквайвиша одновременно с нескольких направлений и в 6 часов утра главный узел сопротивления был взят. Были преодолены и другие опорные пункты главной полосы обороны. Части корпуса устремились к Титовке и в тот же день форсировали её.
Мемельская операция. 51-я армия Я. Г. Крейзера к исходу 8 октября вышла в район Седы, заполнив разрыв между 6-й гвардейской и 43-й армиями. 29-й танковый корпус занял Плунге и вклинился в оборону противника на непосредственных подступах к Мемелю. 2-я гвардейская армия вышла в район Шилале. 1-й танковый корпус форсировал реку Юру и прорвал первый тыловой рубеж обороны противника. 39-я армия 3-го Белорусского фронта к исходу 8 октября на правом фланге подошла к Таураге, а на левом фланге — к Юрбаркасу.
Дебреценская операция. На левом крыле 46-я армия 2-го Украинского фронта к 8 октября полностью очистила югославскую территорию восточнее Тиссы, форсировала реку и захватила плацдармы у Сенты и в районе Бечея. На правом крыле фронта продвижение было незначительным. Особенно сильное сопротивление противник оказал в районе Клужа. Р. Я. Малиновский приказал усилить центр фронта войсками правого крыла, изменить направление главного удара конно-механизированной группы генерала Плиева, повернув её на юго-восток для удара из района северо-восточнее Карцага на Орадя с тыла.
Белградская операция. В период с 1 по 8 октября войска 75-го и 68-го стрелковых корпусов вели ожесточённые бои в районах Дони-Милановаца и Клокочеваца. Населённые пункты по-нескольку раз переходили из рук в руки. Соединения 75-го стрелкового корпуса А. 3. Акименко установили в эти дни связь с 25-й пехотной дивизией Народно-освободительной армии Югославии, сражавшейся в районе Клокочеваца, и овладели Дони-Милановацем.
На левом фланге 57-й армии 64-й стрелковый корпус вёл бои за город Заечара. 8 октября перешла в наступление 2-я болгарская армия. В течение первых двух дней ей удалось лишь вклиниться в оборону противника.
Совинформбюро. В течение 8 октября на острове САРЕМА (ЭЗЕЛЬ) наши войска, продолжая наступление, с боями заняли более 40 населённых пунктов…
На РИЖСКОМ направлении наши войска овладели городом и крупной железнодорожной станцией ОГРЕ…
Войска 1-го ПРИБАЛТИЙСКОГО фронта, при содействии войск 3-го БЕЛОРУССКОГО фронта, перейдя в наступление из района северо-западнее и юго-западнее ШАУЛЯЙ (ШАВЛИ), прорвали сильно укреплённую оборону противника и за четыре дня наступательных боёв продвинулись вперёд до 100 километров, расширив прорыв до 280 километров по фронту…
На правом берегу реки НАРЕВ в районе южнее ПУЛТУСКА наши войска успешно отбили атаки пехоты и танков противника.
На территории Венгрии к северу и западу от города БЕКЕШЧАБА наши войска, развивая успешное наступление, овладели городами и железнодорожными узлами МЕЗЕТУР, СЕНТЕШ, ХОДМЕЗЕВАШАРХЕЛЬ, городом САРВАШ…
Юго-западнее румынского города ТУРНУ-СЕВЕРИН наши войска, действуя совместно с частями Народно-освободительной армии Югославии, с боями заняли населённые пункты ПЕТРОВАЦ, ЛЕСКОВАЦ, ЖДРЕЛО… Наши войска завершили ликвидацию окружённых групп противника в районах КЛОКОЧЕВАЦА, ЗАЕЧАРА.

## 9 октября1944 года. 1206-й день войны
Петсамо-Киркенесская операция. 9 октября соединения ударной группы 14-й армии прорвали вторую полосу обороны. Левофланговый 126-й лёгкий стрелковый корпус, обойдя противника с тыла и не встретив сильного сопротивления, к исходу 9 октября вышел в район развилки дорог в 9 километрах западнее Луостари. Противник был вынужден отходить в западном направлении на Петсамо и Луостари. Правофланговые соединения 14-й армии перешли к его преследованию.
Мемельская операция. 9 октября на мемельском направлении 5-я гвардейская танковая армия форсировала реку Минию.
Белградская операция. 9 октября 5-я отдельная мотострелковая бригада вышла к реке Мораве и захватила переправу западнее Свилайнаца. В это время 93-я стрелковая дивизия 68-го стрелкового корпуса форсировала Мораву несколько севернее и заняла важный узел обороны противника — город Велика-Плану.
Совинформбюро. В течение 9 октября на острове САРЕМА (ЭЗЕЛЬ) наши войска с боями заняли более 50 населённых пунктов…
На РИЖСКОМ направлении наши войска вели наступательные бои, в ходе которых заняли населённые пункты ЕСПАРС, ЯУНЗЕМНИЕКИ, ТЫЛТЫНИ…
Западнее и юго-западнее города ШАУЛЯЙ (ШАВЛИ) наши войска, продолжая наступление, с боями заняли более 300 населённых пунктов…
На правом берегу реки НАРЕВ в районе южнее ПУЛТУСКА наши войска успешно отбили все атаки пехоты и танков противника…
В Северной Трансильвании западнее и юго-западнее города РЕГИН наши войска, действуя совместно с румынскими войсками, с боями заняли населённые пункты СЫНТУ, ФАРАГО, ЕРЧА…
На территории Венгрии юго-западнее города ДЕБРЕЦЕН наши войска, продолжая наступление, овладели городами и крупными железнодорожными станциями НАДУДВАР, ПЮШПЕК-ЛАДАНЬ, ДЕВАВАНЬЯ, ТУРКЕВЕ, КАРЦАГ, ХАЙДУСОБОСЛО (18 километров юго-западнее города ДЕБРЕЦЕН)…
В Югославии западнее города ВЕЛИКА КИКИНДА наши войска, форсировав реку ТИССА, овладели на западном берегу реки городом и железнодорожным узлом СЕНТА, городом и железнодорожным узлом СТАРИ БЕЧЕЙ, а также крупными населёнными пунктами СТАРАЯ КАКИЖА, АДА, МОЛ.

## 10 октября1944 года. 1207-й день войны
Петсамо-Киркенесская операция. В ночь на 10 октября корабли Северного флота под обстрелом береговых батарей противника высадили десант на южный берег губы Малая Волоковая — 63-ю бригаду морской пехоты полковника А. М. Крылова. Морские пехотинцы перешли в наступление и к 10 часам 10 октября вышли во фланг и тыл обороны противника на хребте Муста-Тунтури.
Ранним утром того же дня с перешейка полуострова Средний, несмотря на сильную пургу, двинулась в наступление и 12-я бригада морской пехоты В. В. Рассохина.
Моонзундская операция (1944). Части 109-го и 8-го эстонского стрелковых корпусов утром 10 октября подошли к основному оборонительному рубежу противника на полуострове Сырве. Здесь на узком перешейке, ширина которого достигала 2,5 — 3 километров, враг создал прочную противотанковую и противопехотную оборону. Предпринятые 10—14 октября советскими войсками попытки взломать вражескую оборону не дали положительных результатов. Закрепившись на этом рубеже, немцы удерживали полуостров ещё полтора месяца.
Мемельская операция. На правом крыле 1-го Прибалтийского фронта 4-я ударная армия в боях 9 и 10 октября успеха почти не имела, а 6-я гвардейская армия продвинулась на 12 километров. Из-за отставания 4-й ударной армии 6-я гвардейская армия была вынуждена растянуть свой фронт от Виекшняя до Скуодаса, то есть на 70 километров, что снизило её наступательные возможности. 51-я армия за два дня продвинулась на запад от 44 до 60 километров и к исходу 10 октября вышла на фронт Скуодас — Руцава и на морское побережье севернее Паланги.
5-я гвардейская танковая армия 10 октября овладела городом Крстингой и в районе Паланги вышла к морскому побережью. Первыми к морю вышли подразделения 31-й танковой бригады 29-го танкового корпуса и 1-го гвардейского мотоциклетного полка. Командование фронтом отправило флягу с балтийской водой И. В. Сталину в подтверждение сообщения о прорыве к морю. Основные силы группы армий «Север» оказались отрезанными и потеряли сухопутную связь с Восточной Пруссией. 43-я армия после форсирования реки Минин завязала бои на ближайших подступах к Мемелю.
На левом крыле фронта 2-я гвардейская армия, продолжая преследование противника в юго-западном направлении, вышла на фронт Шилале — Таураге. Часть сил этой армии выдвигалась на фронт Таураге — Юрбаркас для смены 39-й армии, которая должна была наступать южнее Немана.
Рижская операция (1944). На рижском направлении войска 3-го и 2-го Прибалтийских фронтов 10 октября вышли к переднему краю первой полосы рижского оборонительного обвода. Утром 10 октября войска обоих фронтов попытались преодолеть его с ходу, но были остановлены. Во второй половине дня они возобновили наступление и на ряде участков вклинились в оборону противника. Однако на некоторых из них в результате контратак немцам удалось восстановить прежнее положение. Войскам правого крыла 3-го Прибалтийского фронта пришлось оставить плацдарм на южном берегу реки Гауи в районе железнодорожного моста.
Ломжа-Ружанская наступательная операция. На Ружанском плацдарме войска 48-й и 3-й армий 2-го Белорусского фронта перешли в наступление с целью расширения плацдарма и оказания помощи советским войскам на соседнем Сероцком плацдарме, где создалась критическая обстановка. К 15 октября плацдарм был расширен до 43 километров по фронту и до 20 километров в глубину.
Восточно-Карпатская операция. После овладения Дукельским перевалом войска 38-й армии до 10 октября отражали многочисленные контратаки вражеской пехоты, а затем вновь стали продвигаться вперёд, избегая фронтальных атак сильно укреплённых участков обороны противника. Главный удар постепенно смещался к югу, ближе к 1-й гвардейской армии. В течение 20 дней непрерывных наступательных боёв шла упорная борьба за каждую высоту, гору, ущелье, населённый пункт, превращённые врагом в сильно укреплённые опорные пункты и узлы сопротивления.
Белградская операция. Войска 57-й армии захватили два плацдарма на берегу реки Морава у города Велика-Плана (75 км юго-восточнее Белграда). Были созданы условия для ввода в прорыв 4-го гвардейского механизированного корпуса генерала В. И. Жданова.
10 октября в полосе наступления 2-й болгарской армии в бой была введена танковая бригада, атаку которой поддержали советские самолёты. Болгарские танки прорвали вражескую оборону и вышли в долину реки Южной Моравы, в районе Лесковаца.
Совинформбюро. В течение 10 октября на острове САРЕМА (ЭЗЕЛЬ) наши войска продолжали вести бои по очищению от противника южной оконечности острова.
На РИЖСКОМ направлении наши войска вели наступательные бои, в ходе которых заняли более 60 населённых пунктов…
Севернее и юго-восточнее города КЛАЙПЕДА (МЕМЕЛЬ) наши войска, развивая успешное наступление, овладели уездными центрами Литовской ССР городом и железнодорожным узлом КРЕТИНГЕН, городом и крупной железнодорожной станцией ТАУРОГЕН… Наши войска вышли на побережье Балтийского моря южнее города ЛЕПАЯ (ЛИБАВА), заняв при этом город ПАЛАНГА. Таким образом, наши войска перерезали пути отхода в Восточную Пруссию группировке немецко-фашистских войск, находящейся в районе РИГА — ЛИБАВА — ВИНДАВА.
Западнее города КАУНАС в результате боёв наши войска овладели уездным центром Литовской ССР городом ШАКЯЙ.
В Северной Трансильвании западнее и юго-западнее города РЕГИН наши войска, действуя совместно с румынскими войсками, с боями заняли более 50 населённых пунктов…
В Венгрии южнее города ДЕБРЕЦЕН наши войска, продолжая наступление, с боями заняли город и железнодорожную станцию ДЕРЕЧКЕ и населённые пункты КОНЬЯР, БОЧАЙ, ЕСТАР, ХЕНЦИДА. Наши войска вплотную подошли к городу ДЕБРЕЦЕН и завязали бои на окраинах города.
На территории Югославии южнее и юго-восточнее города ПОЖАРЕВАЦ наши войска, действуя совместно с частями Народно-освободительной армии Югославии, с боями заняли населённые пункты ПАНКОВО, ЖАБАРИ, ВЕЛИКА ПЛАНА, ИЗВАРИЦА, РАВНА РЕКА, ЛУКОВО, БОЛЕВАЦ и узловую железнодорожную станцию ВЕЛИКА ПЛАНА, таким образом наши войска перерезали железную дорогу и шоссе НИШ — БЕЛГРАД…

## 11 октября1944 года. 1208-й день войны
Петсамо-Киркенесская операция. Части морской пехоты Северного флота при поддержке кораблей и авиации прорвали оборону противника на перешейке полуострова Средний.
Мемельская операция. 39-я армия генерал-полковника И. И. Людникова 3-го Белорусского фронта к 11 октября вышла на границу СССР с Восточной Пруссией в районе восточнее Тильзита.
Дебреценская операция. В связи с возникшей угрозой коммуникациям 8-й немецкой, 2-й и 1-й венгерских армий немецкое командование начало отвод своих войск с участка перед правым крылом 2-го Украинского фронта в северо-западном направлении. Войска правого крыла 2-го Украинского фронта начали преследование. 11 октября был освобождён административный центр Трансильвании город Клуж. Войска левого крыла фронта в течение 9—11 октября вели бои за расширение плацдармов на Тиссе на участке шириной в 80 километров, от Сегеда до Бечея, и 11 октября штурмом овладели городом Сегедом.
Москва. Венгерская правительственная делегация подписала предварительные условия соглашения о перемирии между СССР, США и Англией, с одной стороны, и Венгрией — с другой.
Совинформбюро. В течение 11 октября на острове САРЕМА (ЭЗЕЛЬ) наши войска на южной оконечности острова овладели населёнными пунктами УНГРУ и ИМАРА. Одновременно наши войска заняли острова ВИЛЬСАНДИ-ЛАЙД и АБРУКА-САР.
Севернее и юго-восточнее города КЛАЙПЕДА (МЕМЕЛЬ) наши войска, продолжая наступление, с боями заняли более 100 населённых пунктов…
Северо-западнее и западнее города ШАКЯЙ наши войска с боями заняли более 50 населённых пунктов…
В Северной Трансильвании наши войска вели наступательные бои, в ходе которых заняли более 70 населённых пунктов…
Войска 2-го УКРАИНСКОГО фронта, развивая успешное наступление, 11 октября штурмом овладели столицей Трансильвании городом КЛУЖ. Одновременно войска фронта, форсировав реку ТИССА, овладели крупным хозяйственно-политическим и административным центром Венгрии городом СЕГЕД.
На территории Югославии северо-восточнее города НИШ наши войска, действуя совместно с частями Народно-освободительной армии Югославии, овладели городом и железнодорожной станцией КНЯЖЕВЕЦ.

## 12 октября1944 года. 1209-й день войны
Петсамо-Киркенесская операция. На направлении главного удара части 99-го и 127-го лёгкого стрелковых корпусов 14-й армии, наступая с востока, юго-востока и запада, 12 октября овладели важным узлом дорог Луостари и продолжали развивать наступление в западном и северо-западном направлениях. Вечером 12 октября корабли Северного флота высадили десант в порт Лиинахамари.
Рижская операция (1944). К утру 12 октября советские войска полностью овладели первой полосой городского обвода, а во второй половине дня подошли ко второй полосе и на отдельных участках вклинились в неё. В этот день на правом крыле 3-го Прибалтийского фронта десантный отряд на плавающих автомобилях преодолел озеро Киш и высадился в районе городского парка, овладев плацдармом до полутора километров по фронту. К 23 часам 12 октября советские войска очистили от противника Межапаркс и вступили в восточную часть города.
Гитлер разрешил Шернеру с вечера 12 октября отвести войска из района Риги на Курляндский полуостров.
1-й Белорусский фронт. Сероцкая наступательная операция. На Сероцком плацдарме немецкие войска, исчерпав свои наступательные возможности ввиду больших потерь перешли к обороне. За период немецкого контрнаступления с 4 по 12 октября им удалось оттеснить советские войска 65-й армии на 10-15 километров и создать угрозу ликвидации плацдарма, но на завершающий удар сил уже не было (потери к тому времени составили 407 танков, штурмовых орудий и бронемашин).
Дебреценская операция. Конно-механизированная группа 2-го Украинского фронта во взаимодействии с 33-м стрелковым корпусом 12 октября освободила город Орадя. 6-й гвардейский кавалерийский корпус группы в это же время, наступая в северо-восточном направлении, подошёл к городу Дебрецену. Войска правого крыла фронта 12 октября вышли на рубеж Родна — Бистрица — Клуж.
Белградская операция. В ночь на 12 октября с рубежа реки Моравы в прорыв был введён 4-й гвардейский механизированный корпус В. И. Жданова. Переправившись через Мораву, части корпуса нанесли главный удар в направлении Велика-Плана — Младеновац — Белград, а вспомогательный — в направлении Смедерево — Белград.
Советские танкисты на подходе к городу Топала (50 км южнее Белграда) соединились с частями 1-й армейской группы генерала П. Данчевича и стремительным ударом выбили противника из города.
Греция. Греческие патриоты освободили столицу страны г. Афины и г. Пирей.
Совинформбюро. В течение 12 октября на РИЖСКОМ направлении наши войска вели наступательные бои, в ходе которых овладели населёнными пунктами ЛАНГЕЦИЕМС, КАЛНГАЛАСЦИЕМС, ЯУНЦИЕМС…
Севернее и юго-восточнее города КЛАЙПЕДА (МЕМЕЛЬ) наши войска с боями заняли более 50 населённых пунктов…
Западнее города ШАКЯЙ наши войска в результате наступательных боёв заняли населённые пункты ПРЖЕВОЗНИКИ 1-е и 2-е, ДЕВАЙЦЕ, РОЦИШКИ…
В Северной Трансильвании наши войска с боями заняли города ОРАДНА, БОРГО и более 80 других населённых пунктов…
Войска 2-го УКРАИНСКОГО фронта 12 октября в результате умелого обходного манёвра конницы и танков овладели крупным административно-хозяйственным центром Трансильвании и важным узлом коммуникаций — городом ОРАДЕА-МАРЕ (ГРОССВАР-ДЕЙН).
В Венгрии юго-западнее города ДЕБРЕЦЕН наши войска, продолжая наступление, овладели городом и железнодорожным узлом КИШУЙСАЛЛАШ, городом и крупной железнодорожной станцией КУНХЕДЬЕШ…
Юго-западнее венгерского города СЕГЕД наши войска на территории Югославии заняли город и крупный железнодорожный узел СУБОТИЦА, город и железнодорожный узел ХОРГОШ.
Юго-восточнее города БЕЛГРАД наши войска, действуя совместно с частями Народно-освободительной армии Югославии, овладели городом СМЕДЕРЕВО…

## 13 октября1944 года. 1210-й день войны
Петсамо-Киркенесская операция. 13 октября десантники освободили порт Лиинахамари. 72-я морская стрелковая бригада 126-го лёгкого стрелкового корпуса перерезала дорогу Петсамо — Тарнет.
Рижская операция (1944). К рассвету 13 октября войска 3-го Прибалтийского фронта полностью освободили правобережную часть Риги и начали подготовку к форсированию реки. Противник при отходе взорвал все мосты.
13 октября Москва салютовала войскам 3-го Прибалтийского фронта, освободившим во взаимодействии с частями 2-га Прибалтийского фронта столицу Латвии.
Белградская операция. К исходу 13 октября главные силы 4-го гвардейского корпуса вышли к горе Авала (17 км южнее Белграда). В течение 11—13 октября танковая бригада и части 47-й сербской дивизии овладели городом Лесковацем, а 6-я болгарская пехотная дивизия заняла город Бела-Паланку.
Совинформбюро. Войска 3-го ПРИБАЛТИЙСКОГО фронта, при прямом содействии войск 2-го ПРИБАЛТИЙСКОГО фронта, развивая успешное наступление, 13 октября штурмом овладели столицей Советской Латвии городом РИГА — важной военно-морской базой и мощным узлом обороны немцев в Прибалтике.
В Северной Трансильвании наши войска овладели городом и крупной железнодорожной станцией БИСТРИЦА, а также заняли более 50 других населённых пунктов…
Юго-восточнее БЕЛГРАДА наши войска, действуя совместно с частями Народно-освободительной армии Югославии, заняли населённые пункты МЕДУЛУЖЬЕ, ТОПОЛА, ДОЛЬНА ШАТОРНЯ, ЦРНИ КАО, ПАНЕВАЦ, КРУШАР и перерезали шоссейную дорогу БЕЛГРАД — КРАГУЕВАЦ.

## 14 октября1944 года. 1211-й день войны
Петсамо-Киркенесская операция. 14-я армия Карельского фронта во взаимодействии с Северным флотом завершила окружение группировки противника в районе Петсамо и завязала бои за город.
Рижская операция (1944). 14 октября развернулись боевые действия на южных подступах к Риге. 10-я гвардейская армия М. И. Казакова 2-го Прибалтийского фронта 14 октября завязала бои на непосредственных подступах к юго-западной части города, а 130-й латышский стрелковый корпус перерезал дорогу Рига — Елгава.
Белградская операция. На рассвете 14 октября войска 4-го гвардейского корпуса появились на южной окраине Белграда. В результате предпринятого подвижными войсками фронта манёвра группировка противника, оборонявшаяся на белградском направлении, была расчленена. Часть сил её была окружена юго-восточнее Белграда, другая находилась в самом городе. Во второй половине дня советские войска начали штурм Белграда. Бои за освобождение столицы Югославии продолжались неделю и носили исключительно упорный характер.
Утром 14 октября части 1-го гвардейского укреплённого района и 22-я дивизия НОАЮ завязали бои за Ниш. Общими усилиями югославских, болгарских и советских частей Ниш был полностью очищен от немецко-фашистских войск.
Совинформбюро. В течение 14 октября южнее РИГИ наши войска вели наступательные бои, в ходе которых овладели населёнными пунктами РАМАСМЕЖС, МЕДЭМИ, БАЛОЖИ…
В Северной Трансильвании наши войска, действуя совместно с румынскими войсками, с боями заняли населённые пункты МАЙЕР, ОЛАХСЭНДЬЕРДЬ, ФЕЛДРА…
Южнее и юго-восточнее БЕЛГРАДА наши войска, действуя совместно с частями Народно-освободительной армии Югославии, с боями заняли населённые пункты КУМОДРАЖ, БЕЛИ ПОТОК, РИПАНЬ…

## 15 октября1944 года. 1212-й день войны
Петсамо-Киркенесская операция. Соединения ударной группы 14-й армии в ночь на 15 октября при содействии частей Северного флота форсировали реку Петсамо-йоки и овладели городом Петсамо. К исходу 15 октября советские войска продвинулись на глубину 50—60 километров и вышли на рубеж озёр Нясюккяярви, Люппеярви и Пильгуярви.
Рижская операция (1944). 10-я гвардейская армия М. И. Казакова и 130-й латышский стрелковый корпус 15 октября очистили от противника западную часть города, завершив освобождение Риги.
Дебреценская операция. Выход войск 2-го Украинского фронта в район Дебрецен — Ньиредьхаза создал серьёзную угрозу тылам 1-й венгерской армии. 15 октября противник начал отводить свои войска. 17-й гвардейский стрелковый корпус, а вслед за ним и левофланговый корпус 18-й армии начали преследование.
Белградская операция. 14—15 октября все дороги, ведущие с юга и юго-востока к Белграду, попали в руки советских и югославских войск. Вражеская группировка, отходившая под ударами 75-го стрелкового корпуса, оказалась отрезанной от города. 12-й корпус НОАЮ удерживал в это время все дороги южнее Савы, идущие из Белграда на юго-запад. 15 октября советские и югославские войска освободили большую часть столицы Югославии и частью сил отражали удары 20-тысячной группировки противника, пытавшейся прорваться к Белграду под давлением войск правого фланга 57-й армии.
15 октября командующий 3-м Украинским фронтом получил директиву Ставки, в которой войскам фронта предлагалось после взятия Белграда закрепиться на достигнутых рубежах и «дальше вглубь Югославии не продвигаться».
Венгрия. 15—16 октября в Венгрии при поддержке немецких войск произведён государственный переворот, в результате которого к власти пришло фашистское правительство Ф. Салаши, отдавшее войскам приказ продолжать борьбу против Советских Вооружённых Сил.
Совинформбюро. Войска КАРЕЛЬСКОГО фронта прорвали сильно укреплённую оборону немцев северо-западнее МУРМАНСКА и 15 октября, при содействии кораблей и десантных частей СЕВЕРНОГО ФЛОТА, овладели важной военно-морской базой и мощным опорным пунктом обороны противника на Крайнем Севере городом ПЕТСАМО (ПЕЧЕНГА)…
Западнее РИГИ наши войска, продолжая наступление, заняли населённые пункты БУЛЛИ, БУЛЛЮЦИЭМС, ПРИЕДАЙНЕ…
В Северной Трансильвании наши войска, действуя совместно с румынскими войсками, овладели городом и железнодорожным узлом ДЕЖ, городом и железнодорожной станцией НЭСЭУД…
На территории Югославии наши войска, действуя совместно с частями Народно-освободительной армии Югославии, с боями заняли города ПОЖАРЕВАЦ и КРУШЕВАЦ.

## 16 октября1944 года. 1213-й день войны
Ставка Верховного Главнокомандования. Директивой Ставки ВГК от 16 октября был упразднён 3-й Прибалтийский фронт, его управление, фронтовые части, учреждения и 54-я армия выводились в резерв Ставки, а остальные войска передавались в состав Ленинградского (67-я армия), 1-го (61-я армия) и 2-го (1-я ударная армия, 14-я воздушная армия) Прибалтийских фронтов.
Рижская операция (1944). Утром 16 октября перешли в наступление войска Прибалтийских фронтов. 1-я ударная армия Н. Д. Захватаева 2-го Прибалтийского фронта в первый день наступления прорвала главную полосу обороны, отразив около 16 контратак противника. В последующие дни в условиях труднопроходимой местности она продолжала с боями продвигаться вперёд, в среднем по 10—25 километров в сутки.
Мемельская операция. 6-я гвардейская армия и 51-я армия 16 октября после короткой артиллерийской и авиационной подготовки возобновили наступление. В первый день они продвинулись на 3—4 километра. На следующий день начались сильные контратаки противника.
Гумбиннен-Гольдапская операция. Войска 3-го Белорусского фронта перешли в наступление в Восточной Пруссии из района Вилкавишкиса на Инстербург с задачей выйти на рубеж Гумбиннен — Голдан.
Восточно-Карпатская операция. 17-й гвардейский стрелковый корпус 4-го Украинского фронта, преследуя противника, 16 октября овладели городом Рахов.
Белградская операция. Советские войска 57-й армии 3-го Украинского фронта совместно с речным десантом Дунайской военной флотилии 16 октября овладели крупным югославским городом и речным портом Смедерево, уничтожив крупную группировку противника.
Совинформбюро. В течение 16 октября западнее и юго-западнее РИГИ наши войска вели наступательные бои, в ходе которых заняли населённые пункты ВАРКАЛЬКРОГС, ВИКУЛИ, ПИНЬТИ…
В Северной Трансильвании наши войска, действуя совместно с румынскими войсками, с боями заняли более 100 населённых пунктов…
Наши войска, действуя совместно с частями Народно-освободительной армии Югославии, завязали бои за столицу Югославии город БЕЛГРАД…
Болгарские войска, действуя против немцев, совместно с войсками Народно-освободительной армии Югославии и с нашими войсками, с боями заняли на территории Югославии город и железнодорожный узел НИШ, город ЛЕСКОВАЦ…

## 17 октября1944 года. 1214-й день войны
Петсамо-Киркенесская операция. 17 октября в районе озера Якяля-Пяя части 45-й стрелковой дивизии генерал-майора И. В. Панина 131-го стрелкового корпуса 14-й армии, продвигаясь на северо-запад, подошли к норвежской границе.
Рижская операция (1944). 17 октября войска двух Прибалтийских фронтов продолжали наступление. Продвижение вперёд фронтов в этот день не превысило 2—4 км.
Восточно-Карпатская операция. 17 октября 17-й отдельный гвардейский стрелковый корпус 4-го Украинского фронта подошёл к городу Сшету, а на следующий день овладел им.
Белградская операция. Советские и югославские войска 16—17 октября окружили отрезанную от Белграда южнее Дуная группировку противника, пытавшуюся пробиться к городу.
Совинформбюро. В течение 17 октября западнее и юго-западнее РИГИ наши войска вели наступательные бои, в ходе которых овладели населёнными пунктами РИГАС ЮРМАЛА (РИЖСКОЕ ВЗМОРЬЕ), СЛОКА, ВАЛТЭРИ, …полностью очистив от противника восточный берег реки ЛИЕЛУПЕ на участке СЛОКА — ИЕЛГАВА (МИТАВА).
В Северной Трансильвании наши войска, действуя совместно с румынскими войсками, с боями заняли более 80 населённых пунктов…
В Югославии наши войска, действуя совместно с частями Народно-освободительной армии Югославии, вели уличные бои в городе БЕЛГРАД.
Болгарские войска, действуя против немцев совместно с войсками Народно-освободительной армии Югославии и с нашими войсками, овладели на территории Югославии городом ПРОКУПЛЕ…

## 18 октября1944 года. 1215-й день войны
Петсамо-Киркенесская операция. 18 октября 131-й стрелковый корпус 14-й армии перешёл государственную границу и развивал наступление на норвежский город Киркенес. Кораблями Северного флота высажен морской десант в заливах Суолавуоно и Аресвуоно.
Рижская операция (1944). 18 октября 1-я ударная армия Н. Д. Захватаева 2-го Прибалтийского фронта форсировала реку Лиелупе и овладели городом Кемери.
Восточно-Карпатская операция. К исходу 18 октября Чехословацкому корпусу во взаимодействии с 359-й стрелковой дивизией удалось продвинуться в южном направлении от Дуклинского перевала на 10—15 километров. 19 октября наступление опять было приостановлено.
1-я гвардейская армия А. А. Гречко 4-го Украинского фронта из-за сильного сопротивления противника, использовавшего удобную для обороны горно-лесистую местность и сильные инженерные сооружения на перевальных участках горного хребта, была вынуждена к 18 октября приостановить наступление.
Белградская операция. Севернее Белграда 31-й гвардейский стрелковый корпус 46-й армии 2-го Украинского фронта возобновил наступление с плацдарма в районе Сенты и Ады 18 октября.
Москва. С 9 по 18 октября в Москве проходили переговоры И. В. Сталина и У. Черчилля. Обсуждались вопросы о Польше, о будущем Германии, о Балканах.
Берлин. 18 октября был введён в действие указ германского правительства об образовании фольксштурма (народного ополчения), в который призывались лица в возрасте от 18 до 60 лет. Это ополчение под началом Гиммлера должно было служить резервной армией.
Совинформбюро. В течение 18 октября северо-западнее города ИЕЛГАВА (МИТАВА) наши войска вели наступательные бои, в ходе которых форсировали реку ЛИЕЛУПЕ и овладели населёнными пунктами ПИКСТНИЕКИ, ТЕМЕРИ, БРАНЬТЮЦИЕМС…
Войска 4-го УКРАИНСКОГО фронта, продолжая наступление, преодолели КАРПАТСКИЙ ХРЕБЕТ и, овладев перевалами Лупковским, Русским, Ужокским, Верецким, Вышковским, Яблоновским, Татарским, продвинулись вглубь территории Чехословакии от 20 до 50 километров на фронте протяжением в 275 километров…
В Северной Трансильвании наши войска, действуя совместно с румынскими войсками, овладели городом и железнодорожным узлом ВАЛЕА-ЛУЙ-МИХАЙ, городом и железнодорожной станцией СИМЛЕУЛ-СИЛЬВАНИЕЙ…
Наши войска, действуя совместно с частями Народно-освободительной армии Югославии, продолжали вести бои по очищению от противника города БЕЛГРАД. Юго-восточнее БЕЛГРАДА наши войска окружили значительную группу немецких войск и вели успешные бои по её уничтожению.
Болгарские войска, действуя против немцев совместно с частями Народно-освободительной армии Югославии и с нашими войсками, с боями заняли крупные населённые пункты БЛАЦЕ, КУРШУМЛЕ.

## 19 октября1944 года. 1216-й день войны
Рижская операция (1944). 19 октября 1-я ударная армия Н. Д. Захватаева 2-го Прибалтийского фронта вышла к оборонительному рубежу противника на подступах к Тукуму, где была остановлена.
1-й Белорусский фронт. Сероцкая наступательная операция. Войска 65-й и 70-я армий перешли в наступление на Сероцком плацдарме против 2-й немецкой армии с целью восстановить положение и объединить Сероцкий и Ружанский плацдармы.
Дебреценская операция. 19 октября войска двух конно-механизированных групп 2-го Украинского фронта, преодолевая упорное сопротивление противника и нанося удары по сходящимся направлениям на Дебрецен, во взаимодействии с 6-й гвардейской танковой армией и 33-м стрелковым корпусом к исходу дня ворвались в город.
Белградская операция. Войска 3-го Украинского фронта сходящимися ударами с юго-востока, юга и северо-запада ликвидировали основные силы окружённой юго-восточнее Белграда группировки противника. Очищение района от остатков немецких войск продолжалось 20—21 октября. Высвободившиеся советские и югославские войска были направлены на разгром немцев в Белграде.
Совинформбюро. В течение 19 октября северо-западнее города ИЕЛГАВА (МИТАВА) наши войска в результате наступательных боёв овладели населёнными пунктами БИГАУНЬЦИЕМС, ЛАПМЕЖЦИЕМС, РАГАЦИЕМС…
На территории Чехословакии севернее румынского города СИГЕТ наши войска с боями заняли населённые пункты КОБЫЛЕСНА ПОЛЯНА, ВИЖНА АПША…
В Северной Трансильвании наши войска, действуя совместно с румынскими войсками, овладели городом и железнодорожным узлом БАЙА-МАРЕ…
В Венгрии южнее города ДЕБРЕЦЕН наши войска вели наступательные бои, в ходе которых овладели городом БЕРЕТТЬО-УЙФАЛУ…
Наши войска, действуя совместно с частями Народно-освободительной армии Югославии, продолжали вести бои по очищению от противника города БЕЛГРАД. Юго-восточнее БЕЛГРАДА наши войска вели успешные бои по уничтожению окружённой группы войск противника…

## 20 октября1944 года. 1217-й день войны
Петсамо-Киркенесская операция. 20 октября части 31-го и 127-го лёгкого стрелковых корпусов, взломав оборону противника на подступах к посёлку Никель, полукольцом охватили его с севера, юга и юго-запада.
Рижская операция (1944). Войска 2-го Прибалтийского фронта прекратили наступление на рубеже южнее железной дороги Мажейкяй — Елгава, западнее Добеле и до побережья Рижского залива у рыбацкого посёлка Клапкалнс.
Мемельская операция. В результате пятидневных изнурительных боёв войскам 1-го Прибалтийского фронта с 20 октября пришлось прекратить наступление на железнодорожные станции Векшняй, Вайнёде и город Скуодас, южнее озера Лиепая.
Дебреценская операция. Утром 20 октября войска 2-го Украинского фронта освободили г. Дебрецен. На правом крыле фронта войска 40-й, 4-й румынской и 27-й армий, преследуя отходившего противника, к исходу 20 октября продвинулись на 110—120 километров, достигли рубежа Сигет — Мэргита. На левом крыле войска 46-й армии к исходу 20 октября пересекли югославо-венгерскую границу юго-восточнее города Байя. В последующие восемь дней войска фронта после частичной перегруппировки вели ожесточённые бои в районах Ньиредьхазы и Сольнока.
Белградская операция. К исходу 20 октября войска 3-го Украинского фронта и НОАЮ при поддержке кораблей Дунайской военной флотилии взяли последнюю цитадель противника — старинную крепость Калемегдан и освободили столицу Югославии г. Белград. Завершилась Белградская операция, в ходе которой была разгромлена армейская группа «Сербия», освобождена территория Сербии.
Продолжительность операции — 23 суток. Ширина фронта боевых действий — 400—620 км. Глубина продвижения советских войск — 200 км. Среднесуточные темпы наступления — 8—9 км. Численность войск к началу операции — 300000 человек, безвозвратные потери — 4350 (1,5 %), санитарные потери — 14488, всего — 18838, среднесуточные — 819.
Совинформбюро. В течение 20 октября в Северной Трансильвании наши войска вели наступательные бои, в ходе которых овладели населёнными пунктами ФЕРНЕЗИ-ДЕ-СУС, РОШИОРЬ, ЕГЕРИШТЕ…
Войска 2-го УКРАИНСКОГО фронта, продолжая наступление, 20 октября в результате обходного манёвра конницы и танковых соединений в сочетании с фронтальной атакой штурмом овладели крупным промышленным центром Венгрии городом ДЕБРЕЦЕН…
Западнее и южнее югославского города СУБОТИЦА наши войска на территории Венгрии овладели городом и железнодорожным узлом БАЧАЛЬМАШ и на территории Югославии с боями заняли города и железнодорожные станции БАЙМОК, БАЧКА ТОПО ЛА…
Войска 3-го УКРАИНСКОГО фронта, совместно с войсками Народно-освободительной армии Югославии, в результате упорных боёв завершили уничтожение немецкого гарнизона в городе БЕЛГРАД и 20 октября освободили столицу союзной нам Югославии от немецких захватчиков.
Юго-восточнее БЕЛГРАДА наши войска завершили ликвидацию окружённой группы войск противника…

## 21 октября1944 года. 1218-й день войны
Моонзундская операция (1944). Советские войска 19—21 октября прорвали первый оборонительный рубеж противника на узком перешейке полуострова Сырве, но преодолеть остальные рубежи не смогли, так как мощное противодействие оказывала корабельная артиллерия 2-й боевой группы немецкого флота.
Белградская операция. 21 октября 2, 1 и 4-я болгарские армии вышли на линию южнее Крушеваца — Куршумлия — Вране — западнее Крива-Паланки— Кочане, прикрыв фланг и тыл войск 3-го Украинского фронта от ударов немецких соединений, отходивших с юга Балканского полуострова. В результате боевых действий советских, югославских и болгарских войск группа армий «Ф» к исходу 21 октября отошла за линию Белград — Горни-Милановац — Крагуевац — Кралево — Куршумлия — Вране.
Совинформбюро. В течение 21 октября в Северной Трансильвании наши войска, действуя совместно с румынскими войсками, с боями заняли населённые пункты СЭПЫНЦА, ЯПА, БЕРБЕШТИ…
В Венгрии севернее и северо-восточнее города ДЕБРЕЦЕН наши войска в результате наступательных боёв заняли более 40 населённых пунктов…
Севернее и западнее города СЕГЕД наши войска вели наступательные бои, в ходе которых заняли на венгерской территории города и крупные железнодорожные станции ЧОНГРАД, КИШТЕЛЕК, БАЧБОКОД…
На территории Югославии юго-западнее города СУБОТИЦА наши войска овладели городом и железнодорожной станцией СИВАЦ и крупными населёнными пунктами ТЕЛЕНКА, ЦРВЕНКА.
Южнее и юго-восточнее БЕЛГРАДА наши войска, действуя совместно с частями Народно-освободительной армии Югославии, овладели городом и крупной железнодорожной станцией КРАГУЕВАЦ, городом и железнодорожной станцией ЯГОДИНА…

## 22 октября1944 года. 1219-й день войны
Петсамо-Киркенесская операция. Северо-западнее Петсамо части 131-го стрелкового корпуса 14-й армии перешли государственную границу и, развивая наступление на норвежский город Киркенес, 22 октября овладели населёнными пунктами Стурбукт и Тарнет. 99-й стрелковый корпус вышел на дорогу Ахмалахти — Киркенес, а 126-й лёгкий стрелковый корпус днём раньше достиг озера Клистервати. Части 31-го и 127-го лёгкого стрелковых корпусов 22 октября овладели районом никелевых разработок — посёлком Никель. Противник вынужден был отходить на юго-запад и на север, в Норвегию.
Рижская операция (1944). Завершилась Рижская операция. Советские войска нанесли поражение главным силам группы армий «Север», почти полностью освободили территорию Латвийской ССР.
Мемельская операция. Завершилась Мемельская операция. Советские войска продвинулись вперёд до 150 км, оттеснили к Балтийскому морю и изолировали прибалтийскую группировку противника.
Совинформбюро. Войска КАРЕЛЬСКОГО фронта, продолжая наступление из района ПЕТСАМО (ПЕЧЕНГА), вышли на государственную границу СССР с НОРВЕГИЕЙ на участке от побережья БАРЕНЦОВА моря до озера КУЭТС-ЯВР, заняв при этом никелевые рудники и населённые пункты НИКЕЛЬ, ВУОРЕМИ, АФАНАСЬЕВ…
В Северной Трансильвании наши войска, действуя совместно с румынскими войсками, с боями заняли населённые пункты РЭМЭЦИ, ЧЕРТЕЗЕ, НЕГРЕШТИ…
Войска 2-го УКРАИНСКОГО фронта в результате стремительного удара конницы и танковых соединений 22 октября овладели крупным узлом коммуникаций и важным опорным пунктом обороны противника на территории ВЕНГРИИ — городом НЬИРЕДЬ-ХАЗА…
Северо-западнее и западнее города СЕГЕД наши войска в результате наступательных боёв заняли на территории ВЕНГРИИ города КИШКУНМАЙША, МЕЛЬКУТ…
На территории ЮГОСЛАВИИ наши войска овладели городом и крупным железнодорожным узлом СОМБОР…
В районе БЕЛГРАДА наши войска форсировали реку САВА и совместно с частями Народно-освободительной армии Югославии овладели городом ЗЕМУН.
Юго-западнее и южнее БЕЛГРАДА югославские войска, при содействии наших частей, овладели городами и железнодорожными станциями ОБРЕНОВАЦ, ЛАЗАРЕВАЦ, КНИЧ…

## 23 октября1944 года. 1220-й день войны
Петсамо-Киркенесская операция. Кораблями Северного флота успешно высажен морской десант в Кобхольм-фьорде, ускоривший продвижение советских войск к Киркенесу.
Дебреценская операция. 8-я немецкая армия нанесла контрудар с северо-востока в направлении Надькалло — Уйфехерто и прорвала фронт подвижных соединений 2-го Украинского фронта. Из района города Польгара три венгерские дивизии нанесли удар по левому флангу советских войск, вышедших в район Ньиредьхазы. Немецкий 4-й танковый корпус контратаковал в районе Сольнока.
Отступавшие 17-й и 29-й немецкие армейские корпуса прорвались с северо-востока в район Надькалло и Уйфехерто и соединились с 3-м танковым корпусом, наступавшим на восток из района Польгара. В районе Ньиредьхазы коммуникации конно-механизированной группы генерала Плиева, выдвинувшейся на север, к Тиссе, были перерезаны.
Москва. Советское правительство заявило о признании Временного правительства Французской Республики во главе с генералом Ш. де Голлем. Временное правительство Франции было признано также правительствами США и Великобритании.
Совинформбюро. Войска КАРЕЛЬСКОГО фронта, продолжая наступление к западу и юго-западу от ПЕТСАМО в трудных условиях Заполярья, освободили от немецких захватчиков весь район никелевого производства и с боями заняли населённый пункт САЛЬМИЯРВИ. Наши войска перерезали шоссейную дорогу РОВАНИЕМИ — КИРКЕНЕС.
Войска 1-го ПРИБАЛТИЙСКОГО фронта в результате успешных наступательных боёв заняли на территории КЛАЙПЕДСКОЙ области более 500 населённых пунктов… Наши войска полностью очистили от противника правый берег реки НЕМАН от устья до города ЮРБАРКАС (ЮРБУРГ). Таким образом, из всей территории КЛАЙПЕДСКОЙ области в руках противника остаётся только город КЛАЙПЕДА (МЕМЕЛЬ)…
Войска 3-го БЕЛОРУССКОГО фронта, перейдя в наступление, при поддержке массированных ударов артиллерии и авиации, прорвали долговременную, глубоко эшелонированную оборону немцев, прикрывавшую границы Восточной Пруссии, и вторглись в пределы Восточной Пруссии на 30 километров в глубину и 140 километров по фронту…
На территории ЧЕХОСЛОВАКИИ юго-восточнее города МУКАЧЕВО наши войска вели наступательные бои, в ходе которых заняли населённые пункты ДУБОВЕ, КАЛИНИ, ГАНИЧИ…
В Северной Трансильвании наши войска, действуя совместно с румынскими войсками, овладели городом и железнодорожной станцией ВИЙЛЕ-СЕТМАРУЛУЙ…
На территории ВЕНГРИИ севернее и северо-западнее города НЬИРЕДЬХАЗА наши войска вышли к южному берегу реки ТИССЫ…
Западнее БЕЛГРАДА наши войска, действуя совместно с частями Народно-освободительной армии Югославии, продолжали вести бои по расширению плацдарма на западном берегу реки САВА…
Болгарские войска, действуя против немцев совместно с частями Народно-освободительной армии Югославии и нашими войсками, с боями заняли на территории Югославии город КОЧАНА…

## 24 октября1944 года. 1221-й день войны
Петсамо-Киркенесская операция. 45-я стрелковая дивизия, преодолев горный массив, расположенный по восточному берегу Яр-фиорда, в ночь на 24 октября на машинах-амфибиях 275-го отдельного моторизованного батальона особого назначения и по наведённым сапёрами переправам преодолела Яр-фиорд. Со второй попытки подразделениям 45-й и 14-й стрелковых дивизий удалось форсировать под огнём противника и залив Бек-фиорд. Корабли Северного флота высадили первый эшелон морского десанта в Холменгро-фьорде на непосредственных подступах к Киркенесу.
3-й Украинский фронт. К исходу 24 октября 1-й армейский корпус НОАЮ и 64-й стрелковый корпус И. К. Кравцова, обеспечивая наступление главных сил 3-го Украинского фронта с юга и юго-востока, форсировали реки Мораву и Западную Мораву, вышли на рубеж южнее Крагуеваца — восточнее Кралево — Крушевац.
Совинформбюро. В течение 24 октября в Восточной Пруссии наши войска, преодолевая сопротивление и контратаки пехоты и танков противника, с упорными боями овладели рядом сильно укреплённых опорных пунктов противника…
Южнее и юго-восточнее города СУВАЛКИ наши войска, преодолев Августовские леса, овладели городом и крупной железнодорожной станцией АВГУСТОВ…
На территории Чехословакии восточнее и юго-восточнее МУКАЧЕВО наши войска с боем овладели городом и крупной железнодорожной станцией ХУСТА…
В Северной Трансильвании наши войска с боями заняли населённые пункты КЭМЭРЗАНА, ТУРЦ, ГЕРЦЕ-МАРЕ… Наши войска ворвались в город САТУ-МАРЕ, где завязали уличные бои.
Северо-западнее города СЕГЕД наши войска овладели на территории Венгрии городом и железнодорожным узлом КИШКУНХАЛАШ…

## 25 октября1944 года. 1222-й день войны
Петсамо-Киркенесская операция. В ночь на 25 октября Северный флот высадил два батальона 63-й бригады морской пехоты, основной эшелон десанта в заливе Холменгро-фьорд. Они стремительным броском захватили береговые батареи и электростанцию Киркенеса.
К 9 часам 25 октября основные силы 45-й и 14-й стрелковых дивизий 131-го стрелкового корпуса, части 99-го стрелкового корпуса и 73-й гвардейский танковый полк форсировали залив Бек-фиорд и после упорного боя заняли город Киркенес. 25 октября Москва салютовала воинам Карельского фронта и морякам Северного флота.
Восточно-Карпатская операция. После частичной перегруппировки утром 25 октября 38-я армия возобновила наступление в направлении на Капишову.
Дебреценская операция. 25 октября 53-я и 7-я гвардейская армии 2-го Украинского фронта ликвидировали последствия контрудара немецкого 4-го танкового корпуса в районе Сольнока и очистили восточный берег Тиссы.
40-я армия и 4-я румынская армия, продвигаясь в северо-западном направлении, 25 октября освободили приграничные города Сату-Маре и Карей и вступили в северо-восточную часть Венгрии. Завершилось освобождение северной части Трансильвании и тем самым всей территории Румынии в её довоенных границах.
Совинформбюро. Войска КАРЕЛЬСКОГО фронта, преследуя немецкие войска, пересекли государственную границу НОРВЕГИИ и в трудных условиях Заполярья 25 октября овладели важным портом в БАРЕНЦОВОМ море — городом КИРКЕНЕС…
На ЛИБАВСКОМ направлении наши войска отразили неоднократные атаки крупных сил пехоты и танков противника и нанесли ему большие потери в живой силе и технике.
В Восточной Пруссии наши войска продолжали наступление и, преодолевая сопротивление и контратаки противника, с упорными боями овладели рядом сильно укреплённых опорных пунктов обороны немцев…
Северо-западнее ПРАГИ (предместье ВАРШАВЫ) наши войска, совместно с частями 1-й польской армии, вели бои местного значения…
На территории Чехословакии северо-восточнее и юго-восточнее МУКАЧЕВО наши войска, преодолевая сопротивление и инженерные заграждения противника, с боями заняли более 50 населённых пунктов…
Войска 2-го УКРАИНСКОГО фронта 25 октября штурмом овладели важными опорными пунктами обороны противника и крупными железнодорожными узлами в Северной Трансильвании городами САТУ-МАРЕ, КАРЕЙ… Таким образом, наши войска завершили освобождение Трансильвании от противника.

## 26 октября1944 года. 1223-й день войны
Петсамо-Киркенесская операция. В ночь на 26 октября части 99-го стрелкового корпуса 14-й армии форсировали Ланг-фиорд и овладели норвежскими населёнными пунктами Хебугтен, Ленкосельвен, Бухольм, Стонга, Вейнес. В этот же день совместно с частями 63-й бригады морской пехоты и 126-го лёгкого стрелкового корпуса они освободили норвежский город Мункельвен.
1-й Белорусский фронт. Сероцкая наступательная операция. Завершилось наступление советских войск на Сероцком плацдарме. Выполнить задачу по его объединению с Ружанским плацдармом не удалось, но площадь плацдарма была расширена примерно вдвое, угроза его ликвидации была окончательно ликвидирована.
Восточно-Карпатская операция. 26 октября 30-й стрелковый корпус 18-й армии 4-го Украинского фронта во взаимодействии с 237-й стрелковой дивизией 17-го гвардейского стрелкового корпуса овладел городом Мукачево.
Совинформбюро. В течение 26 октября войска КАРЕЛЬСКОГО фронта продолжали вести наступательные бои, в ходе которых заняли на территории области ПЕТСАМО (ПЕЧЕНГА) населённые пункты ВАНХАТАЛВИКЮЛЯ, КЕСКИТАЛО, ХЕЙСКАРИ…
В Восточной Пруссии наши войска, встречая возросшее сопротивление противника, с упорными боями заняли сильно укреплённые опорные пункты ШВИРГАЛЛЕН, АМАЛИЕНХОФ, ГУДДИН, ГРЮНВАЙТШЕН.
Войска 4-го УКРАИНСКОГО фронта 26 октября овладели на территории Чехословацкой республики промышленным центром Закарпатской Украины городом МУКАЧЕВО…
Северо-западнее и западнее города САТУ-МАРЕ наши войска в результате наступательных боёв заняли на территории Венгрии более 40 населённых пунктов…

## 27 октября1944 года. 1224-й день войны
Петсамо-Киркенесская операция. 27 октября бригады 126-го лёгкого стрелкового корпуса 14-й армии, совершив переход по тундре, овладели городом Нейден. На южном направлении 31-й стрелковый и 127-й лёгкий стрелковый корпуса за 10 суток продвинулись на 150 км, освободили населённый пункт Наутси и вышли на финско-норвежскую границу.
Прибалтийская операция (1944). 27 октября возобновилось наступление против курляндской группировки противника. На лиепайском направлении главная ударная группировка 1-го Прибалтийского фронта продвинулась за первые дни наступления от 2 до 6 километров. Противник неоднократно предпринимал здесь ожесточённые контратаки.
Восточно-Карпатская операция. В течение 25—27 октября 38-я армия продвинулась в южном направлении на 6 километров и вышла в район Капишосы. Дальнейшие попытки развить наступление успеха не имели.
18-й гвардейский стрелковый корпус и 30-й стрелковый корпус 18-й армии 4-го Украинского фронта совместным ударом 27 октября освободили Ужгород.
Дебреценская операция. После пятидневных ожесточённых боёв советские войска вынуждены были 27 октября оставить Ньиредьхазу.
Совинформбюро. В течение 27 октября в Восточной Пруссии, северо-западнее города ШТАЛЛУПЕНЕН, наши войска в результате упорных боёв овладели сильно укреплёнными опорными пунктами обороны немцев КИШЕН, ПАТИЛЬЖЕН, ЭНСКЕМЕН.
Войска 4-го УКРАИНСКОГО фронта в результате стремительного наступления 27 октября овладели на территории Чехословацкой республики главным городом Закарпатской Украины УЖГОРОД…
На территории Венгрии, северо-западнее города САТУ-МАРЕ. наши войска в ходе наступательных боёв овладели крупными населёнными пунктами ДАРОЦ, ШАТМАРЧИКИ, КИШАР…
В районе города НЬИРЕДЬХАЗА наши войска отбивали атаки крупных сил пехоты и танков противника.
На территории Югославии, северо-западнее БЕЛГРАДА, наши войска, действуя совместно с войсками Народно-освободительной армии Югославии, овладели городом и железнодорожным узлом НОВИСАД, городом и железнодорожным узлом КУЛА, городом и крупной железнодорожной станцией БАЧКА ПАЛАНКА…

## 28 октября1944 года. 1225-й день войны
Восточно-Карпатская операция. 28 октября 38-я армия 1-го Украинского фронта перешла к обороне на линии Глойсце — Поляны — Капишова.
237-я стрелковая дивизия 17-го гвардейского стрелкового корпуса 18-й армии 4-го Украинского фронта овладела Чопом. Однако на следующий день противник вынудил её оставить город.
Завершилась Восточно-Карпатская операция. Советские войска нанесли поражение армейской группе войск противника «Хейнрици», освободили Закарпатскую Украину и, преодолев Главный Карпатский хребет, вступили на территорию Чехословакии.
Продолжительность операции — 51 сутки. Ширина фронта боевых действий — 400 км. Глубина продвижения советских войск — 50—110 км. Среднесуточные темпы наступления — 1—2 км. Численность войск к началу операции — 363100 человек, безвозвратные потери — 26843 (7,4 %), санитарные потери — 99368, всего — 126211, среднесуточные — 2475.
Дебреценская операция. К исходу 28 октября 53-я и 7-я гвардейская армии 2-го Украинского фронта овладели тремя плацдармами на противоположном берегу реки Тиссы, в районе Сольнока.
Завершилась Дебреценская операция. Войска 2-го Украинского фронта продвинулись от 130 до 275 км, освободили Северную Трансильванию и Румынию в её довоенных границах. Численность войск к началу операции — 698200 человек, безвозвратные потери — 19713 (2,8 %), санитарные потери — 64297, всего — 84010, среднесуточные — 3653.
Ставка Верховного Главнокомандования. Ставка ВГК 28 октября направила командующему 2-м Украинским фронтом директиву, в которой предлагала 46-й армии и 2-му гвардейскому механизированному корпусу 29 октября перейти в наступление между Тиссой и Дунаем с целью свернуть оборону врага на западном берегу Тиссы и вывести 7-ю гвардейскую армию за эту реку. В дальнейшем 46-я армия, усиленная 2-м и 4-м гвардейскими механизированными корпусами, должна была нанести фронтальный удар в направлении на Будапешт и овладеть им.
Москва. В Москве подписано соглашение о перемирии между СССР, Великобританией и США, с одной стороны, и Болгарией, с другой. Болгария прекратила военные действия против всех Объединённых Наций, правительство Отечественного фронта дало обязательство принять участие в военных действиях против фашистской Германии.
Совинформбюро. Войска КАРЕЛЬСКОГО фронта, продолжая наступление, заняли на территории области ПЕТСАМО (ПЕЧЕНГА) населённые пункты МАЯТАЛО, НАУТСИ и на территории НОРВЕГИИ овладели населёнными пунктами БУХОЛЬМ, СТОНГА, ВЕЙНЕС…
Северо-западнее ПРАГИ (предместье ВАРШАВЫ) наши войска совместно с частями 1-й Польской армии вели бои местного значения, в ходе которых овладели городом и железнодорожной станцией ЯБЛОННА-ЛЕГИОНОВО…
На территории ЧЕХОСЛОВАКИИ к северу и югу от города УЖГОРОД наши войска вели наступательные бои, в ходе которых заняли более 60 населённых пунктов…
В ВЕНГРИИ западнее города САТУ-МАРЕ наши войска с боями заняли более 40 населённых пунктов…
На территории ЮГОСЛАВИИ северо-западнее БЕЛГРАДА каши войска, действуя совместно с частями Народно-освободительной армии Югославии, с боями заняли более 80 населённых пунктов…

## 29 октября1944 года. 1226-й день войны
Петсамо-Киркенесская операция. Завершилась Петсамо-Киркенесская операция. Войска 14-й армии во взаимодействии с Северным флотом освободили район Петсамо и северные районы Норвегии. Продолжительность операции — 23 суток. Ширина фронта боевых действий 80 км. Глубина продвижения советских войск — 150 км. Среднесуточные темпы наступления — 6—7 км. Численность войск к началу операции — 133500 человек, безвозвратные потери — 6084 (4,6 %), санитарные потери — 15149, всего — 21233, среднесуточные — 923.
Будапештская операция. Началась Будапештская стратегическая наступательная операция войск 2-го Украинского, части сил 3-го Украинского фронтов и Дунайской военной флотилии, продолжавшаяся до 13 февраля 1945 г. (см. карту — Будапештская операция (107КБ)). В рамках операции проведены: Кечкемет-Будапештская, Сольнок-Будапештская, Наиредьхаза-Мишкольцская, Эстергом-Комарноская, Секешфехервар-Эстергомская фронтовые наступательные операции, а также штурм Будапешта.
Во второй половине дня 29 октября 46-я армия 2-го Украинского фронта Р. Я. Малиновского перешла в наступление и в тот же день прорвала оборону противника в междуречье Тиссы и Дуная.
Совинформбюро. На территории ЧЕХОСЛОВАКИИ южнее города УЖГОРОД наши войска в результате упорных боёв овладели городом и крупным железнодорожным узлом ЧОП.
В ВЕНГРИИ, западнее города САТУ-МАРЕ, наши войска вели наступательные бои, в ходе которых овладели населёнными пунктами НЬИР-ПАРАСНЬЯ, ЛАПОШ, ОР…

## 30 октября1944 года. 1227-й день войны
Гумбиннен-Гольдапская операция. Завершилась Гумбиннен-Гольдапская наступательная операция. Войска 3-го Белорусского фронта в период с 16 по 30 октября прорвали оборону противника, прикрывавшую границу Восточной Пруссии, и вторглись в её пределы на 100-км фронте и на глубину до 60 км. Боевые действия были перенесены на территорию Германии. Численность войск к началу операции — 404500 человек, безвозвратные потери — 16819 (4,5 %), санитарные потери — 62708, всего — 79527, среднесуточные — 5302.
Совинформбюро. В течение 30 октября на территории Чехословакии севернее города УЖГОРОД наши войска вели наступательные бои, в ходе которых овладели населёнными пунктами ЧАБАЛОВЦЕ, ОЛЬШИНКОВ, ВИЛАГ…
В Венгрии северо-западнее города САТУ-МАРЕ наши войска с боями заняли узловую железнодорожную станцию ВАШАРОШНАМЕНЬ…

## 31 октября1944 года. 1228-й день войны
Прибалтийская операция (1944). К исходу 31 октября войска Прибалтийских фронтов вели бои против курляндской группировки противника на рубеже западнее Кемери — Гардене — Лецкава — исключительно Приекуле — южнее Лиепая. Все их дальнейшие попытки прорвать оборону и расчленить прижатую к морю вражескую группировку успеха не имели.
Совинформбюро. В течение 31 октября северо-восточнее и юго-западнее венгерского города НЬИ-РЕДЬХАЗА наши войска с боями заняли более 50 населённых пунктов… Город НЬИРЕДЬХАЗА, в ходе боёв переходивший из рук в руки, вновь занят нашими войсками.
На БУДАПЕШТСКОМ направлении, между реками ТИССА и ДУНАЙ, наши войска вели наступательные бои, в ходе которых заняли более 200 населённых пунктов… Наши войска ворвались в город КЕЧКЕМЕТ, где завязали уличные бои…

## Перечень карт
1. Общий ход военных действий в третьем периоде войны. Декабрь 1943 г. — май 1945 г. (2,92 МБ)
2. Общий ход военных действий в летне-осенней кампании 1944 года (1,4 МБ)
3. Прибалтийская наступательная операция (426КБ)
4. Восточно-Карпатская операция (896 КБ)
5. Белградская операция (274КБ)
6. Мемельская операция (135КБ)
7. Дебреценская операция (47КБ)
8. Наступление советских войск в Заполярье (749КБ)
9. Будапештская операция (107КБ)

## Список литературы
1. ↑  Конев И. С. Записки командующего фронтом. — М.: Наука, 1972 (стр. 332)
2. ↑  Сводки, сообщения Совинформбюро и Приказы Верховного Главнокомандующего Вооруженными Силами СССР. 1941—1945 гг. Дата обращения: 31 октября 2009. Архивировано 12 августа 2010 года.
3. ↑  Рокоссовский К. К. Солдатский долг. — М.: Воениздат, 1988. (стр. 284)
4. ↑  История Великой Отечественной войны Советского Союза 1941—1945. Том четвёртый. Воениздат. МО СССР М. —1961 Архивная копия от 17 мая 2012 на Wayback Machine (стр. 357)
5. ↑  Жуков Г К. Воспоминания и размышления. В 2 т. — М.: Олма-Пресс, 2002 (том 2 стр. 255)
6. 1 2 3 4 5  Россия и СССР в войнах XX века. Потери вооруженных сил: Статистическое исследование. / Под общ. ред. Г. Ф. Кривошеева. М.: Олма-Пресс, 2001. Дата обращения: 31 октября 2009. Архивировано из оригинала 5 мая 2008 года.